# Lourinhanosaurus
Lourinhanosaurus („ještěr ze souvrství Lourinhã“) byl rod středně velkého masožravého dinosaura (teropoda), který žil na území dnešního Portugalska v období pozdní jury, před asi 150 miliony let (geologické věky kimmeridž až tithon). Významný je zejména díky objevům fosilních embryí dochovaných ve zkamenělých vajíčkách.

## Historie objevu a popis

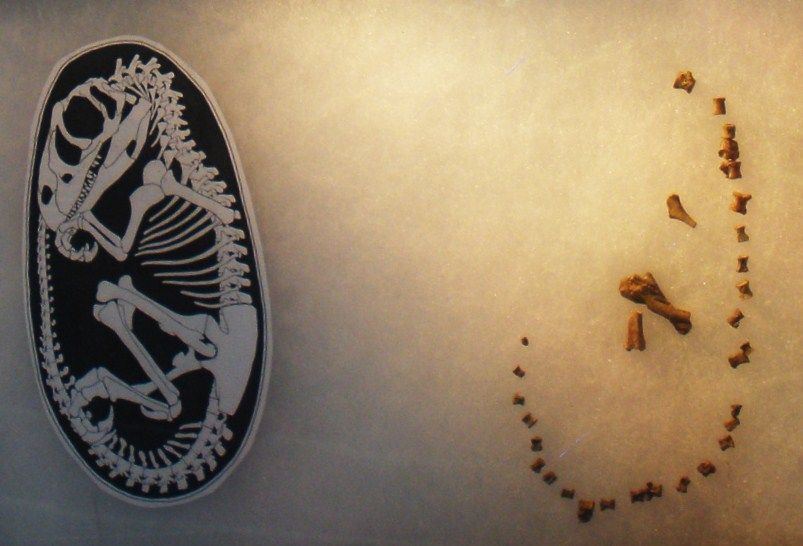
Lourinhanosaurus antunesi - embryo

Zkameněliny, objevené již v roce 1982 v bohatém souvrství Lourinhã, byly formálně popsané v roce 1998 portugalským paleontologem Octáviem Mateusem. Druhové jméno L. antunesi je poctou staršímu kolegovi Matéuse, Miguelovi T. Antunesovi. Lourinhanosaurus byl až 8 metrů dlouhý teropod, objevený exemplář byl ale nedospělý jedinec o délce asi 4,5 až 5 metrů a hmotnosti kolem 200 kilogramů. Dorůst do plné velikosti tomuto dinosaurovi trvalo asi 10 let. Na lokalitě byla v roce 1993 objevena i fosilní vajíčka s kostrami embryí teropodů, ta byla později připsána právě tomuto druhu. V roce 1998 bylo dokonce objeveno celé hnízdo s více než 100 vejci. Dalším objevem byly gastrolity, tedy trávicí kameny, a to v počtu 32 kusů u jedince o stáří 14 až 17 let.
Tento teropod pravděpodobně lovil široké spektrum ornitopodnch dinosaurů, jejichž přítomnost je prokázaná spíše podle velkého množství fosilních otisků stop (ichnofosilií).